# Carlo Gervasoni
Carlo Gervasoni (Legnano, 4 gennaio 1982) è un ex calciatore italiano, di ruolo difensore, radiato per calcioscommesse.

## Carriera

### Club
Cresce nel Como dove esordisce in Serie C1 a 17 anni nella stagione 1999-2000.
Nella stagione 2001-2002 si trasferisce al Südtirol Alto Adige in Serie C2 dove gioca per tre stagioni, totalizzando 77 presenze e due gol. Dopo essere tornato di proprietà del Como con il riscatto della comproprietà, viene ceduto al Verona con il quale debutta in Serie B nella stagione 2004-2005, rimanendo anche nella stagione successiva e totalizzando 5 gol in 48 partite di campionato.
Nel 2006-2007 viene ceduto al Bari in comproprietà in cambio di Anaclerio. A Bari gioca 26 partite e segna un gol, poi a fine stagione torna al Verona che lo riscatta.
Passa poi all'AlbinoLeffe, dove rimane per due stagioni con 73 presenze e due gol. Nel 2009-2010 viene ceduto al Mantova, dove gioca 29 partite.
Dopo il fallimento della società virgiliana, il 23 luglio viene ufficializzato il suo passaggio alla Cremonese, con cui firma un contratto biennale.
Il 19 gennaio 2011 viene ufficializzato lo scambio del difensore, che passa al Piacenza in cambio del difensore Francesco Bini. Fa il suo debutto con la maglia biancorossa il 22 gennaio nella partita pareggiata per 1-1 in casa del Frosinone.
A fine stagione fa ritorno alla Cremonese dove rimane fino alla scadenza del contratto nel giugno 2012, senza giocare nessuna partita a causa della squalifica.
In carriera ha totalizzato complessivamente 192 presenze e 8 reti in Serie B.

## Calcioscommesse

### Procedimento ordinario: 1 anno e 10 mesi di reclusione
Nel giugno 2011 Gervasoni finisce sotto inchiesta per un giro di scommesse volte a manipolare i risultati dei campionati di Serie B e Lega Pro: in particolare Gervasoni è accusato insieme al capitano dell'Atalanta Cristiano Doni di aver fatto una combine sulla partita Atalanta-Piacenza, terminata 3-0, partita nella quale Gervasoni provoca un rigore facendo fallo a Ruopolo.
Il 19 dicembre 2011 viene arrestato, insieme ad altri 16 indagati, con l'accusa di associazione a delinquere finalizzata alla truffa e frode sportiva. Il 28 dicembre gli vengono concessi gli arresti domiciliari in seguito ad alcune ammissioni negli interrogatori.
Secondo un'informativa del Servizio Centrale Operativo della polizia, Gervasoni, utilizzando una sim acquistata a Como dallo zingaro Ilievski con documenti falsi intestati a tale Valentin Dimitrov, contattava i giocatori per le combine: 117 volte Alessandro Zamperini, 36 Vittorio Micolucci, 20 Cristian Bertani, 17 Alessandro Pellicori e 7 Paolo Acerbis. La scheda non fu più usata a partire dal 1º giugno 2011, allo scattare dell'operazione Last Bet.
Il 26 giugno 2013 patteggia 1 anno e 10 mesi di reclusione con pena sospesa nel processo penale in corso a Cremona.
Il 9 febbraio 2015 la procura di Cremona termina le indagini e formula per lui l'accusa di associazione a delinquere.

### Procedimento sportivo sul primo filone di Cremona: 5 anni di squalifica
In relazione al primo filone di indagini, il 3 agosto 2011 il procuratore federale Palazzi per lui chiede 5 anni di squalifica, più preclusione, più 1 anno in continuazione.
Il 9 agosto la richiesta viene accettata e quindi il giocatore dovrà scontare 5 anni di squalifica più preclusione. La pena verrà poi confermata anche in secondo grado e al TNAS il 19 dicembre 2012 dove il collegio lo ha anche condannato alla refusione del 50% delle spese legali e gli ha imposto il pagamento dei diritti degli arbitri.

### Procedimento sportivo sul secondo filone di Cremona: 1 anno e 8 mesi di squalifica
L'8 maggio 2012 viene deferito per la seconda volta dalla Procura federale della Figc.
Il 31 maggio, nella seconda fase del processo sportivo, patteggia ed ottiene una squalifica di 1 anno e 8 mesi che si vanno a sommare ai 5 anni del primo processo.

### Procedimento sportivo sul terzo filone di Cremona e il primo di Bari: 4 mesi di squalifica
Il 26 luglio 2012 viene deferito dalla procura federale per;
- illecito sportivo (Siena-Piacenza, Siena-Torino e Siena-Varese);
- illecito sportivo, divieto scommesse e violazione art.1 di lealtà sportiva (Albinoleffe-Siena) (in relazione al filone di Cremona);
- divieto scommesse e violazione art.1 (Palermo-Bari) (in relazione al filone di Bari)[19].

Il 1º agosto patteggiando ottiene una squalifica ulteriore pari a 3 mesi relativa al terzo filone di Cremona, mentre il 3 agosto, sempre patteggiando, ottiene una squalifica di un ulteriore 1 mese per il primo filone di Bari.

### Procedimento sportivo sul quarto filone di Cremona: 2 mesi di squalifica
Il 10 luglio 2013 seguente viene deferito dal procuratore federale Stefano Palazzi per illecito sportivo in riguardo al quarto filone di Cremona in relazione alla gara Lazio-Genoa del 14 maggio 2011. Il 24 luglio in primo grado patteggia 2 mesi di squalifica in continuazione.

## Statistiche

### Presenze e reti nei club
| Stagione           | Squadra            | Campionato         | Campionato | Campionato | Coppe nazionali | Coppe nazionali | Coppe nazionali | Coppe continentali | Coppe continentali | Coppe continentali | Totale | Totale |
| Stagione           | Squadra            | Comp               | Pres       | Reti       | Comp            | Pres            | Reti            | Comp               | Pres               | Reti               | Pres   | Reti   |
| ------------------ | ------------------ | ------------------ | ---------- | ---------- | --------------- | --------------- | --------------- | ------------------ | ------------------ | ------------------ | ------ | ------ |
| 1999-2000          | Como               | C1                 | 2          | 0          | CI              | 2               | 0               | -                  | -                  | -                  | 4      | 0      |
| 2000-2001          | Como               | C1                 | 0          | 0          | -               | -               | -               | -                  | -                  | -                  | 0      | 0      |
| Totale Como        | Totale Como        | Totale Como        | 2          | 0          |                 | 2               | 0               |                    | -                  | -                  | 4      | 0      |
| 2001-2002          | Südtirol           | C2                 | 20         | 0          | -               | -               | -               | -                  | -                  | -                  | 20     | 0      |
| 2002-2003          | Südtirol           | C2                 | 30         | 0          | -               | -               | -               | -                  | -                  | -                  | 30     | 0      |
| 2003-2004          | Südtirol           | C2                 | 27         | 2          | -               | -               | -               | -                  | -                  | -                  | 27     | 2      |
| Totale Südtirol    | Totale Südtirol    | Totale Südtirol    | 77         | 2          |                 | 0               | 0               |                    | -                  | -                  | 77     | 2      |
| 2004-2005          | Verona             | B                  | 24         | 3          | CI              | 1               | 0               | -                  | -                  | -                  | 25     | 3      |
| 2005-2006          | Verona             | B                  | 24         | 2          | CI              | 2               | 0               | -                  | -                  | -                  | 26     | 2      |
| Totale Verona      | Totale Verona      | Totale Verona      | 48         | 5          |                 | 3               | 0               |                    | -                  | -                  | 51     | 5      |
| 2006-2007          | Bari               | B                  | 26         | 1          | CI              | 1               | 0               | -                  | -                  | -                  | 27     | 1      |
| 2007-2008          | AlbinoLeffe        | B                  | 37         | 1          | CI              | 0               | 0               | -                  | -                  | -                  | 37     | 1      |
| 2008-2009          | AlbinoLeffe        | B                  | 36         | 1          | CI              | 2               | 0               | -                  | -                  | -                  | 38     | 1      |
| Totale AlbinoLeffe | Totale AlbinoLeffe | Totale AlbinoLeffe | 73         | 2          |                 | 2               | 0               |                    | -                  | -                  | 75     | 2      |
| 2009-2010          | Mantova            | B                  | 29         | 0          | CI              | 0               | 0               | -                  | -                  | -                  | 29     | 0      |
| 2010-gen. 2011     | Cremonese          | PD                 | 13         | 0          | CI+CI LP        | 1+2             | 0               | -                  | -                  | -                  | 16     | 0      |
| gen.-giu. 2011     | Piacenza           | B                  | 16         | 0          | CI              | 0               | 0               | -                  | -                  | -                  | 16     | 0      |
| 2011-2012          | Cremonese          | PD                 | 0          | 0          | CI LP           | 0               | 0               | -                  | -                  | -                  | 0      | 0      |
| Totale Cremonese   | Totale Cremonese   | Totale Cremonese   | 13         | 0          |                 | 3               | 0               |                    | -                  | -                  | 16     | 0      |
| Totale             | Totale             | Totale             | 284        | 13         |                 | 11              | 0               |                    | -                  | -                  | 295    | 13     |